# Paraketumala anomala
Paraketumala anomala är en insektsart som beskrevs av William Lucas Distant 1912. Paraketumala anomala ingår i släktet Paraketumala och familjen Flatidae. Inga underarter finns listade i Catalogue of Life.